# Oquina
Oquina (en euskera y oficialmente Okina) es un pueblo del municipio de Bernedo, en la provincia de Álava (País Vasco, España), ubicado a unos 15 kilómetros de Vitoria y a una altitud de unos 800 metros.

## Toponimia
Aparece como Okina en 1025 en el Cartulario de San Millán de la Cogolla. En 1257 aparece recogido como Oquia, Oquina en documentación de 1258.

## Ubicación

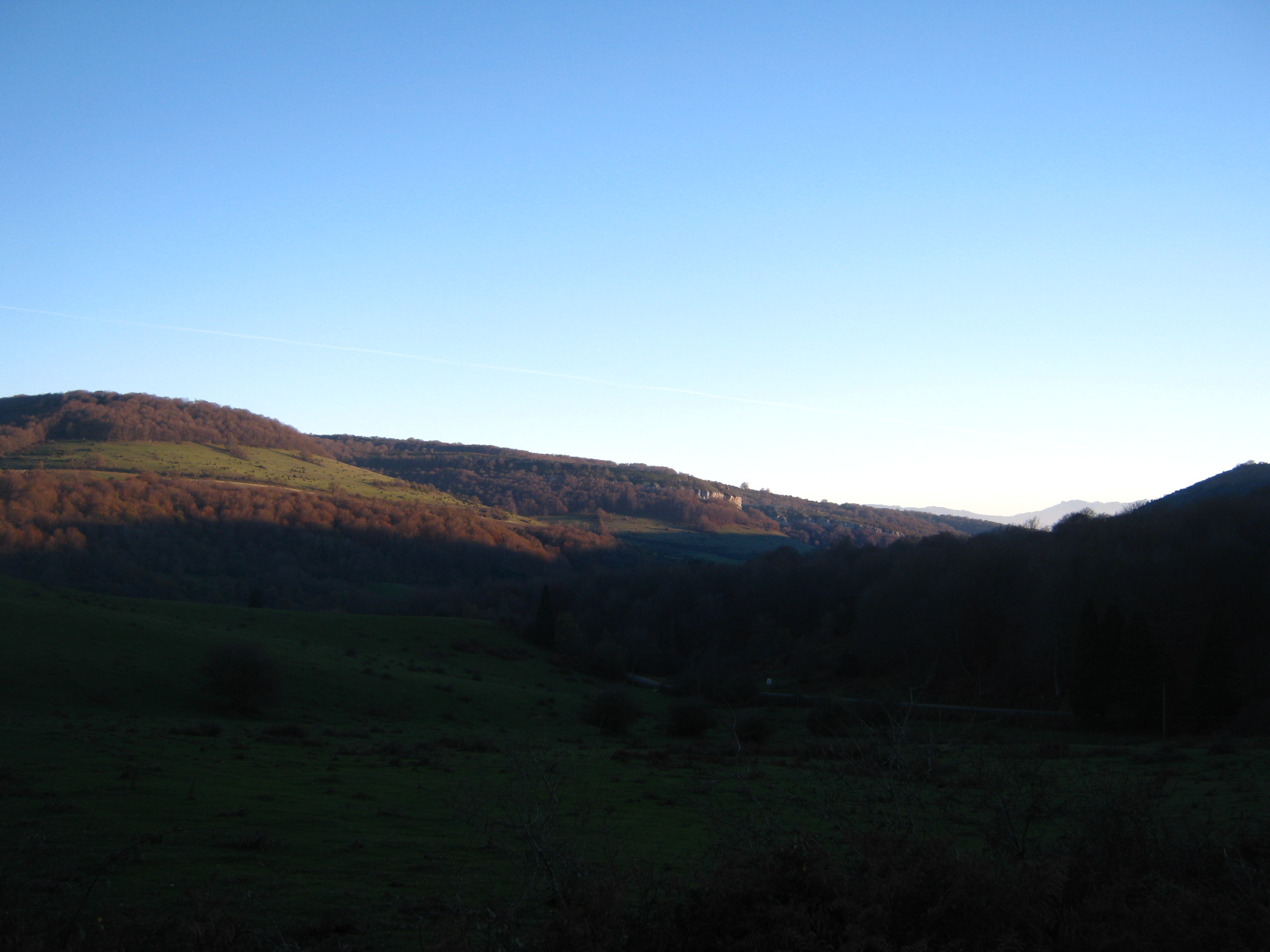
Panorámica desde la cima del puerto de Oquina

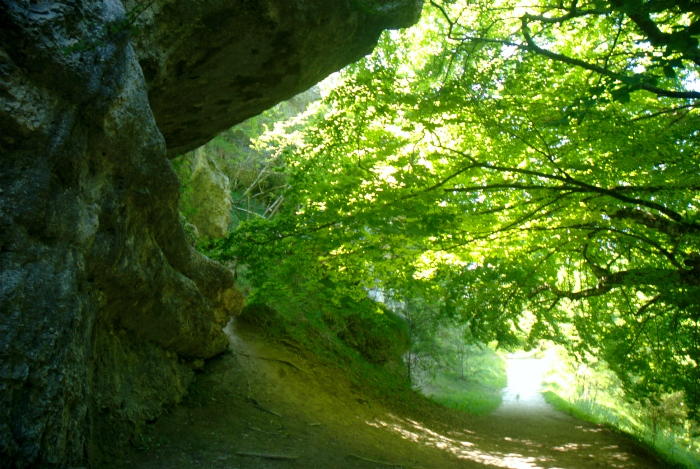
Bosque en el término de Oquina, en el camino que une esta localidad con la población burgalesa de Sáseta

Está situado al noroeste del municipio, en un valle de la estribación sureste de los Montes de Vitoria, a 794 metros de altitud. El río Ayuda atraviesa Oquina, siendo la localidad uno de los puntos de subida al monte Capilduy. El pueblo es bastante conocido por el puerto al que da nombre (puerto de Oquina), que da acceso a la localidad desde Ullibarri de los Olleros y es frecuentado por los ciclistas aficionados alaveses.
También lo es por el desfiladero que lleva su nombre y que horada el río Ayuda en dirección hacia Sáseta, de gran riqueza paisajística y vegetal y muy visitado por los montañeros de Vitoria. Es recorrido por el GR-38 (Ruta del vino y del pescado).

## Historia
A principios del siglo XX Enrique de Eguren descubrió en el término de Oquina un túmulo dolménico, habiéndose encontrado en el término restos de osamentas humanas, trozos de cerámica y puntas de flecha. En el inventario que hace el abad Mirón de los bienes del Monasterio de San Martín de Albelda a finales del siglo XI, se dice expresamente que el rey Sancho IV de Pamplona dio en el año 1073 a dicho monasterio riojano la iglesia de Santa María de Oquina con todas sus pertenencias. Posteriormente erigida como villa, constituyó una Hermandad realenga de la cuadrilla de Vitoria. Esta Hermandad constaba solamente de la villa de Oquina, y estaba representada en los congresos de provincia por el procurador de Vitoria. Su gobierno lo constituían un alcalde ordinario, su teniente y un regidor.
Hacia mediados del siglo XIX, el lugar, por entonces perteneciente al municipio de Arlucea, tenía contabilizada una población de 36 habitantes. Aparece descrito en el duodécimo volumen del Diccionario geográfico-estadístico-histórico de España y sus posesiones de Ultramar de Pascual Madoz de la siguiente manera:

OQUINA: l. del ayunt. de Arlucea en la prov. de Alava (á Vitoria 3 1/2 leg.), part. jud. de Salvatierra (5 1/2), aud. terr. de Búrgos, c. g. de ls Provincias Vascongadas, dióc. de Calahorra (15): sit. entre peñascales; clima frio, combatido del viento N., y se padecen constipados: tiene 8 casas: igl. parr. con la advocacion de la Asuncion, servida por un capellan delegado de la col. de Vitoria, y para uso de los hab. 2 fuentes de buenas aguas. El térm confina N. Ullibarri de los Olleros; E. Izarza; S. Saseta, y O. Marauri, Aguillo y Ajarte: se halla poblado de hayas en su mayor parte, principalmente en las inmediaciones del l. El terreno es de mediana calidad; le atraviesa un riach. que nace en los térm. de Izarza. El correo se recibe de Vitoria. prod.: trigo, cebada, avena y patatas; cria de ganado caballar, vacuno y lanar; caza de perdices y liebres; pesca de cangrejos. ind.: ademas de la agricultura y ganaderia hay un molino harinero. pobl.: 7 vec., 36 alm. riqueza y contr.: con su ayunt. (V.).
(Madoz, 1849, p. 290)

Décadas después, ya en el siglo XX, se describe de la siguiente manera en el tomo de la Geografía general del País Vasco-Navarro dedicado a Álava y escrito por Vicente Vera y López:

Oquina.—Villa de 20 edificios, de los que 6 están sin habitar, con 80 habitantes de hecho y derecho. Dista de Urarte 9,500 metros. Tiene una parroquia rural de segunda clase, dedicada á Santa María y perteneciente al arciprestazgo de Armentia y una escuela pública incompleta. Está situada en terreno montuoso y el vecindario se dedica á la agricultura y ganadería.
(Vera y López, 1915-1921, p. 382)

En la actualidad, pertenece al municipio de Bernedo. En 2022, tenía empadronados 33 habitantes.

## Cultura

### Patrimonio material

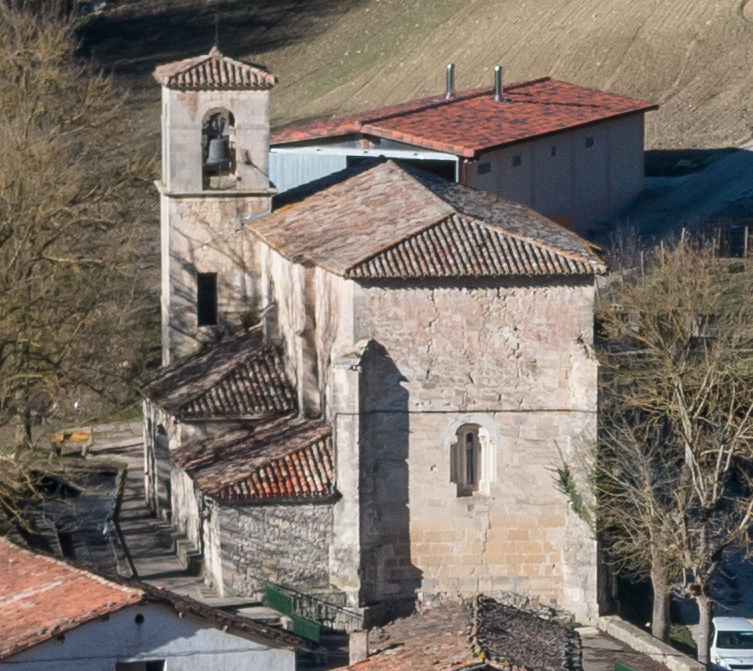
Vista de la iglesia de la Asunción de Nuestra Señora

- Iglesia de la Asunción de Nuestra Señora. Posee una portada protogótica del siglo XIII, así como un retablo mayor de pequeñas dimensiones y reedificado en el siglo XVIII, si bien alberga elementos del original de finales del siglo XVI.[11] La torre, cuadrada en planta, es de tres cuerpos, datando el último del año 1884. El interior, rectangular, se divide en tres tramos, abriéndose el primero en dos pequeñas capillas a cada lado.
- En el pueblo existieron además, las siguientes ermitas desaparecidas: San Cristóbal, San Cristóbal Zarra y San Sumate.[12]
- Casa de los Gaonas. Se sitúa junto al río, conservando un escudo de los Gaona.

## Demografía
| Gráfica de evolución demográfica de Oquina entre 2000 y 2017 |
|                                                              |
| Población de derecho según los censos de población del INE.  |

## Fiestas
- 10 de julio (San Cristóbal)